# Niels Carlo Heilmann
Niels Carlo Heilmann (eigentlich Niels Iver Johannes Kristian Heilmann; * 18. Mai 1927 in Maniitsoq; † 27. Juni 1991) war ein grönländischer Politiker (Atassut) und Fischer.

## Leben
Niels Carlo war der Sohn von Albrekt Hans Lars Heilmann (1901–1984) aus Maniitsoq und seiner Frau Helene Dorthea Bodil Platou (1904–1968). Er heiratete am 26. Dezember 1947 Marie Nykjær (1928–1985), Tochter des Krankenträgers Jens Nykjær († 1943) und seiner Frau Karoline Lyberth. Aus der Ehe ging unter anderem die Journalistin Ane-Sofie verh. Grødem (* 1951) hervor, über die Niels Carlo Heilmann der Großvater der Handballspielerin Ella Grødem (* 1977) ist.
Niels Carlo Heilmann wurde 1952 Vorstandsmitglied der Fischereivereinigung in Maniitsoq, wo er bis 1974 blieb. Er wurde 1959 für eine vierjährige Legislaturperiode in den Rat der Gemeinde Maniitsoq gewählt. Von 1965 bis 1979 war er Vorsitzender der Fischer- und Jägerorganisation KNAPK. Er kandidierte bei der Landesratswahl 1967, wurde aber nicht gewählt. Bei der Landesratswahl 1971 gelang ihm hingegen für den Wahlkreis Maniitsoq der Einzug in Grønlands Landsråd. 1975 wurde er wiedergewählt. In den 1970er Jahren war er Mitglied im Hjemmestyreudvalg und anschließend in der Hjemmestyrekommission, die 1979 in der Einführung der Hjemmestyre resultierten. Dadurch wurde der Landesrat aufgelöst und durch das Inatsisartut ersetzt. Als Mitglied der Atassut gelang ihm bei der Parlamentswahl 1979 der Einzug ins Inatsisartut. Auch 1983, 1984 und 1987 wurde er gewählt. Bei der Parlamentswahl 1991 trat er nicht mehr an und verstarb dreieinhalb Monate später im Alter von 64 Jahren.
Niels Carlo Heilmann war von 1967 bis 1971 Mitglied des Arbeitsmarktrats und von 1967 bis 1975 des Arbeitsmarksausschusses in Maniitsoq. Ab 1971 war er Verwaltungsratsmitglied bei Den Kongelige Grønlandske Handel. Von 1973 bis 1975 war er Mitglied der Arbeits- und Sozialdirektion. Ab 1975 Mitglied des Erwerbsentwicklungsrats, des Steuerungsausschusses für mineralische Rohstoffe und Delegationsmitglied der International Convention for the Northwest Atlantic Fisheries. Zudem saß er in mehreren anderen kommunalen Ausschüssen in Maniitsoq.
1975 wurde Niels Carlo Heilmann zum Ritter des Dannebrogordens ernannt. Zudem wurde er am 3. Juli 1989 mit dem Nersornaat in Silber ausgezeichnet und kurz vor seinem Tod zum Ehrenbürger seiner Heimatstadt Maniitsoq ernannt.